# Saison 2006-2007 de l'AS Monaco FC
Maillots
Chronologie
Saison précédente Saison suivante
Cette page présente la saison 2006-2007 de l'Association Sportive de Monaco Football Club.
Traversant une période en demi-teinte depuis deux saisons, en particulier la saison précédente avec une 10e place en 2005-2006, l'AS Monaco n'est présent que dans les trois compétitions des clubs professionnels, Ligue 1, Coupe de la Ligue et Coupe de France. Après un début de saison catastrophique où l'ASM enchaîne 5 défaites en 6 rencontres (septembre et octobre), et reste en zone des reléguables pendant un mois, l'entraîneur László Bölöni est démis de ses fonctions et est remplacé par l'entraîneur adjoint Laurent Banide.
Le changement est rapide et impressionnant : Monaco va en fin d'année 2006 (novembre-décembre) décrocher quatre matchs nuls (en particulier face à Lille et Lyon), et trois victoires (4-0 à Troyes, 3-0 contre Valenciennes et Sochaux).
Le club continue en 2007 de gagner la plupart de ses matchs, et remonte jusqu'à la 13e place début février.

## Effectifs

### Gardiens
| N° | Nom              | Date de naissance | Nationalité | Taille | Poids |
| 30 | Flavio Roma      | 21 juin 1974      | Italie      | 1,91 m | 86 kg |
| 16 | Stéphane Ruffier | 27 septembre 1986 | France      | 1,88 m | 85 kg |
| 1  | Guillaume Warmuz | 22 mai 1970       | France      | 1,87 m | 85 kg |

### Défenseurs
| N° | Nom                     | Date de naissance | Nationalité | Taille | Poids |
| 22 | Fabian Guedes Bolivar   | 16 août 1980      | Brésil      | 1,85 m | 75 kg |
| 25 | Leandro Cufré           | 9 mai 1978        | Argentine   | 1,76 m | 76 kg |
| 3  | Manuel Dos Santos       | 28 mars 1974      | France      | 1,72 m | 72 kg |
| 32 | Gaël Givet              | 9 octobre 1981    | France      | 1,81 m | 80 kg |
| 4  | François-Joseph Modesto | 19 août 1978      | France      | 1,83 m | 80 kg |
| 2  | Sylvain Monsoreau       | 20 mars 1981      | France      | 1,86 m | 82 kg |
| 26 | Massamba Lô Sambou      | 17 septembre 1990 | Sénégal     | 1,89 m | 85 kg |

### Milieux
| N° | Nom                  | Date de naissance | Nationalité        | Taille | Poids |
| 7  | Lucas Bernardi       | 27 septembre 1977 | Argentine          | 1,71 m | 67 kg |
| 17 | Serge Gakpé          | 7 mai 1987        | France             | 1,77 m | 75 kg |
| 8  | Gerard Lopez Segurra | 12 mars 1979      | Espagne            | 1,86 m | 76 kg |
| 23 | Jerko Leko           | 9 avril 1980      | Croatie            | 1,87 m | 80 kg |
| 14 | Malaury Martin       | 25 août 1988      | France             | 1,78 m | 73 kg |
| 10 | Jérémy Ménez         | 7 mai 1987        | France             | 1,81 m | 69 kg |
| 21 | Camel Meriem         | 18 octobre 1979   | France             | 1,74 m | 70 kg |
| 24 | Cédric Mongongu      | 22 juin 1989      | France             | 1,89 m | 76 kg |
| 5  | Diego Perez          | 18 mai 1980       | Uruguay            | 1,78 m | 80 kg |
| 6  | Jaroslav Plašil      | 5 janvier 1982    | République tchèque | 1,83 m | 71 kg |
| 15 | Gnégnéri Yaya Touré  | 13 mai 1983       | Côte d'Ivoire      | 1,87 m | 78 kg |

### Attaquants
| N° | Nom                | Date de naissance | Nationalité        | Taille | Poids  |
| 18 | Mohammed Kallon    | 6 octobre 1979    | Sierra Leone       | 1,79 m | 71 kg  |
| 9  | Jan Koller         | 30 mars 1973      | République tchèque | 2.02 m | 106 kg |
| 27 | Frédéric Nimani    | 8 octobre 1988    | France             | 1,91   | 87 kg  |
| 13 | Juan Pablo Pino    | 30 mars 1987      | Colombie           | 1,76 m | 72 kg  |
| 20 | Frédéric Piquionne | 8 décembre 1978   | France             | 1,88 m | 77 kg  |
| 19 | Gonzalo Vargas     | 22 septembre 1981 | Uruguay            | 1,75 m | 76 kg  |

### Staff technique et administratif
| Rôle                              | Nom                  |
| Président de l'Association        | Michel Pastor        |
| Coprésident                       | Gerard Brianti       |
| Coprésident                       | Adnan Houdrouge      |
| Directeur Général                 | Marc Keller          |
| Resp. Recrutement                 | Jean-Luc Ettori      |
| Dir. du centre de Formation       | Dominique Bijotat    |
| Dir. Juridique et Administratif   | Alain Cloux          |
| Resp. Financier                   | Emmanuel Blanchi     |
| Resp. Billetterie/Org. des matchs | Pierre Uboldi        |
| Dir. Marketing/Communication      | Thierry Hubac        |
| Responsable Médias                | Pierre-Joseph Gadeau |
| Entraîneur                        | Laurent Banide       |
| Entraîneur adjoint                | Henri Stambouli      |
| Préparateur Physique              | David Barriac        |
| Entraîneur des Gardiens           | André Biancarelli    |

### Staff Médical
| Rôle       | Nom                | Date de naissance | Nationalité |
| Médecin    | Philippe Kuentz    | 10 mars 1956      | France      |
| Kiné       | Hervé Grolleau     | 15 septembre 1958 | France      |
| Ostéopathe | Yannick Guillaumet | 17 juin 1971      | France      |
| Kiné       | Geoffrey Plasse    | 14 juin 1975      | France      |

## Ligue 1
| Date          | J.  | Club à domicile          | Score     | Club à l'extérieur     | Spec.   | Arbitre       | BP | BC | GA | Pts | Pos. |
| Matchs Aller  |     |                          |           |                        |         |               |    |    |    |     |      |
| 05/08/06      | 1re | AS Nancy Lorraine        | 1-0 (0-0) | AS Monaco              | 17.516  | M. Fautrel    | 0  | 1  | -1 | 0   | 16   |
| 12/08/06      | 2e  | AS Monaco                | 1-2 (0-1) | ASSE                   | 17.324  | M. Piccirillo | 1  | 2  | -2 | 0   | 19   |
| 19/08/06      | 3e  | Stade rennais            | 1-1 (0-1) | AS Monaco              | 25.877  | M. Ruffray    | 2  | 4  | -2 | 1   | 18   |
| 27/08/06      | 4e  | AS Monaco                | 2-1 (2-0) | CS Sedan Ardennes      | 9.586   | M. Auriac     | 4  | 5  | -1 | 4   | 13   |
| 09/09/06      | 5e  | AJ Auxerre               | 2-1 (1-0) | AS Monaco              | 11.860  | M. Kalt       | 5  | 7  | -2 | 4   | 14   |
| 17/09/06      | 6e  | AS Monaco                | 1-2 (1-1) | PSG                    | 12.433  | M. Lannoy     | 6  | 9  | -3 | 4   | 17   |
| 23/09/06      | 7e  | RC Lens                  | 1-0 (1-0) | AS Monaco              | 31.828  | M. Malige     | 6  | 10 | -4 | 4   | 19   |
| 01/10/06      | 8e  | AS Monaco                | 2-1 (1-1) | Le Mans UC             | 9.892   | M. Bré        | 8  | 11 | -3 | 7   | 16   |
| 14/10/06      | 9e  | FC Girondins de Bordeaux | 1-0 (0-0) | AS Monaco              | 23 .153 | M. Auriac     | 8  | 12 | -4 | 7   | 18   |
| 21/10/06      | 10e | AS Monaco                | 3-1 (1-1) | Toulouse FC            | 7.897   | M. Fautrel    | 9  | 15 | -6 | 7   | 19   |
| 28/10/06      | 11e | FC Nantes Atlantique     | 1-0 (1-0) | AS Monaco              | 30.745  | M. Jaffredo   | 9  | 16 | -7 | 7   | 20   |
| 04/11/06      | 12e | AS Monaco                | 0-0 (0-0) | OGC Nice               | 15.981  | M. Chapron    | 9  | 16 | -7 | 8   | 20   |
| 11/11/06      | 13e | ESTAC                    | 0-4 (0-1) | AS Monaco              | 11.436  | M. Piccirrilo | 13 | 16 | -3 | 11  | 17   |
| 18/11/06      | 14e | AS Monaco                | 2-2 (1-1) | FC Lorient             | 9.830   | M. Duhamel    | 15 | 18 | -3 | 12  | 16   |
| 25/11/06      | 15e | LOSC                     | 1-1 (0-1) | AS Monaco              | 13.193  | M. Layec      | 17 | 20 | -3 | 13  | 16   |
| 02/12/06      | 16e | AS Monaco                | 3-0 (1-0) | Valenciennes FC        | 12.277  | M. Castro     | 20 | 20 | 0  | 16  | 16   |
| 10/12/06      | 17e | Olympique de Marseille   | 2-1 (1-0) | AS Monaco              | 47.708  | M. Chapron    | 21 | 22 | -1 | 16  | 16   |
| 16/12/06      | 18e | AS Monaco                | 3-0 (1-0) | FC Sochaux             | 11.292  | M. Lannoy     | 24 | 22 | +2 | 19  | 14   |
| 22/12/06      | 19e | Olympique lyonnais       | 0-0 (0-0) | AS Monaco              | 38.225  | M.Auriac      | 24 | 22 | +2 | 20  | 15   |
| Matchs Retour |     |                          |           |                        |         |               |    |    |    |     |      |
| 14/01/07      | 20e | ASSE                     | 0-1 (0-0) | AS Monaco              | 32.518  | M. Ledentu    | 25 | 22 | +3 | 23  | 15   |
| 24/01/07      | 21e | AS Monaco                | 0-2 (0-0) | Stade rennais          | 6.866   | M.Duhamel     | 25 | 24 | +1 | 23  | 15   |
| 27/01/07      | 22e | CS Sedan Ardennes        | 0-1 (0-1) | AS Monaco              | 10.851  | M. Fautrel    | 26 | 24 | +2 | 26  | 14   |
| 03/02/07      | 23e | AS Monaco                | 2-1 (1-0) | AJ Auxerre             | 8.188   | M. Ennjimi    | 28 | 25 | +3 | 29  | 13   |
| 10/02/07      | 24e | PSG                      | 4-2 (2-0) | AS Monaco              | 34.171  | M. Thual      | 30 | 29 | +1 | 29  | 14   |
| 18/02/07      | 25e | AS Monaco                | 0-0 (0-0) | RC Lens                | 10.666  | M. Piccirillo | 30 | 29 | +1 | 30  | 14   |
| 24/02/07      | 26e | Le Mans UC               | 0-2 (0-1) | AS Monaco              | 10.388  | M. Castro     | 32 | 29 | +3 | 33  | 13   |
| 03/03/07      | 27e | AS Monaco                | 0-0 (0-0) | Bordeaux               | 11.456  | M. Kalt       | 32 | 29 | +3 | 34  | 14   |
| 10/03/07      | 28e | Toulouse FC              | 1-1 (1-0) | AS Monaco              | 26.000  | M. Lannoy     | 33 | 30 | +3 | 35  | 14   |
| 17/03/07      | 29e | AS Monaco                | 2-1 (2-1) | FC Nantes Atlantique   | 9.718   | M. Malige     | 34 | 30 | +4 | 38  | 12   |
| 01/04/07      | 30e | OGC Nice                 | 1-1 (1-0) | AS Monaco              | 13.524  | M.Poulat      | 35 | 31 | +4 | 39  | 13   |
| 07/04/07      | 31e | AS Monaco                | 0-0 (0-0) | ESTAC                  | 9.311   | M.Castro      | 35 | 31 | +4 | 40  | 13   |
| 14/04/07      | 32e | FC Lorient               | 0-0 (0-0) | AS Monaco              | 14.213  | M.Ennjimi     | 35 | 31 | +4 | 41  | 13   |
| 21/04/07      | 33e | AS Monaco                | 3-1 (1-0) | LOSC                   | 10.004  | M.Thual       | 38 | 32 | +6 | 44  | 11   |
| 28/04/07      | 34e | Valenciennes FC          | 2-2 (0-1) | AS Monaco              | 15.816  | M.Auriac      | 40 | 34 | +6 | 45  | 11   |
| 06/05/07      | 35e | AS Monaco                | 1-2 (1-0) | Olympique de Marseille | 16.401  | M.Ennjimi     | 41 | 36 | +5 | 45  | 13   |
| 09/05/07      | 36e | FC Sochaux               | 2-1 (1-1) | AS Monaco              | 13.451  | M.Piccirillo  | 42 | 38 | +4 | 45  | 14   |
| 19/05/07      | 37e | AS Monaco                | 1-0 (0-0) | Olympique lyonnais     | 13.145  | M.Ledentu     | 43 | 38 | +5 | 48  | 13   |
| ../05/07      | 38e | AS Monaco                | 2-0 (1-0) | AS Nancy Lorraine      | 7.918   | M.Biton       | 45 | 38 | +7 | 51  | 9    |

## Classement
À l'issue de la saison

## Coupe de la Ligue
| Date     | Tour  | Niv. | À domicile      | Score               | À l'extérieur | V/N/D | Lieu                          | Arbitre    | Spec. |
| 20/09/06 | 1/16e | L1   | Valenciennes FC | 0-0 (0-0) (tab 4-5) | AS Monaco     | V     | Stade Nungesser, Valenciennes | M. Fautrel | 4.792 |
| 24/10/06 | 1/8e  | L2   | Stade de Reims  | 0-0 (0-0) (tab 4-3) | AS Monaco     | D     | Stade Auguste-Delaune, Reims  | M. Moulin  | 9.600 |

## Coupe de France
| Date     | Tour  | Niv. | À domicile  | Score     | À l'extérieur | V/N/D | Lieu                           | Arbitre   | Spec. |
| 6/01/07  | 1/32e | L1   | US Quevilly | 0-2 (0-0) | AS Monaco     | V     | Stade Robert Diochon, Quevilly | M. Kalt   | 12000 |
| 21/01/07 | 1/16e | L1   | AS Monaco   | 2-0 (1-0) | Toulouse FC   | V     | Stade Louis-II, Monaco         | M. Thual  | 5.791 |
| 30/01/07 | 1/8e  | L1   | AS Monaco   | 0-2 (0-1) | Sochaux FC    | D     | Stade Louis-II, Monaco         | M. Poulat | 4.046 |